# Curtisella ephialtoides
Curtisella ephialtoides är en stekelart som beskrevs av Per Abraham Roman 1924. Curtisella ephialtoides ingår i släktet Curtisella och familjen bracksteklar. Inga underarter finns listade i Catalogue of Life.